# San Dabheog
San Dabheog è il santo patrono del Lough Derg, un lago del Donegal in Irlanda. È ritenuto essere uno dei fondatori del monastero sull'isolotto di Station Island, presso il Purgatorio di San Patrizio.
Viene festeggiato il 16 dicembre.
Il santo è conosciuto anche con i seguenti nomi: Dabeoc, Davog, Davoc, Daboc, Beoc, Mobeoc, Mobheog, Daveoc, Daveog. Queste varianti sono dovute ad una mancata unificazione della lingua irlandese e all'ambiguità sulle sue origini storiche.

## Biografia
Si conosce poco della sua vita ma documenti locali lo citano come abate del Lough Derg nel V secolo. Lo studioso John Healy riporta che Dabheog nacque in Galles da un tale Breca (o Brychan), spesso indicato come padre di diversi santi gallesi.
Dabheog è considerato un discepolo di San Patrizio, che fu abate del monastero sito presso il Purgatorio di San Patrizio; amministrò inoltre la chiesa e l'eremo di Tirhugh.

## Tradizione
Nella zona del Longh Derg è consolidata la tradizione che San Dabheog avrebbe fondato il monastero sul Lough Derg al tempo di San Patrizio. Inoltre, nei secoli più recenti il suo nome è stato associato a diversi luoghi e toponimi: la Sedia di San Dabheoc sulla sponda meridionale del Lough Derg, la provincia di Seedavoc, il monte Seavadog (contrazioni di "St. Dabheoc") e la valle sovrastante il Lough Erne; inoltre anche uno degli isolotti del Lough Derg, non è chiaro se la Saints Island o forse un'altra isola, portava anticamente il nome di St. Dabheoc's Island.
Molti dei moderni riti cristiani officiati presso il Lough Derg gravitano intorno alla devozione verso San Dabheog: come ad esempio il pellegrinaggio alla Sedia di Dabheoc, necropoli cristiana risalente all'età del bronzo che sorge su una collina sovrastante il Lough Derg. Anche una delle antiche celle del monastero sulla Station Island è dedicata al santo.
Uno dei traghetti che trasporta i pellegrini sull'isola del purgatorio è intitolato a San Dabheog.